# The Church
The Church là một ban nhạc alternative rock người Úc thành lập tại Sydney vào năm 1980. Dù khởi đầu với các dòng new wave, neo-psychedelia và indie rock, âm nhạc của nhóm về sau có tiết tấu chậm hơn và có âm thanh mang hơi hướng siêu thực của dream pop và post-rock. Nhà báo người Úc Glenn Baker từng viết nhận xét về ban nhạc: "Kể từ khi phát hành đĩa đơn 'She Never Said' vào tháng 11 năm năm 1980, thực thể độc đáo xuất thân từ Úc này đã tạo nên một thứ âm thanh đặc biệt, thanh khiết và nhuốm màu sắc phiêu diêu, làm xuất hiện cả những người ưa chuộng lẫn không ưa [thứ âm thanh đó] ở Úc." Nhật báo Los Angeles Times thì miêu tả âm nhạc của ban là "[tiếng] guitar pop đậm đặc, mờ ảo và tinh tế."
Các thành viên sáng lập The Church gồm có giọng ca chính kiêm tay bass guitar Steve Kilbey, Peter Koppes và Marty Willson-Piper đánh guitar và Nick Ward chơi trống. Ward chỉ chơi trong album đầu tay của nhóm, còn tay trống của ban trong suốt giai đoạn còn lại của thập niên 1980 là Richard Ploog, trong khi đó Jay Dee Daugherty (cựu thành viên Patti Smith Group) chơi vị trống của nhóm từ năm 1990 đến 1993, kế tiếp người thay thế Dee là "timEbandit" Tim Powles (cựu thành viên The Venetians) – người ở trong đội hình ban nhạc cho đến nay. Koppes rời ban nhạc từ năm 1992 đến 1997 còn Willson-Piper ra đi vào năm 2013. Ian Haug, cựu thành viên của Powderfinger là người thay thế Piper. Kilbey, Koppes và Powles từng cùng nhau thu nhạc trong dự án The Refo:mation vào năm 1997.
Album đầu tay của The Church lấy nhan đề Of Skins and Heart (1981) đã cho ra đời bản hit đầu tiên của nhóm trên radio mang tên "The Unguarded Moment", từ đó ban đã ký hợp đồng với các hãng đĩa lớn tại Úc, châu Âu và Mỹ. Tuy nhiên, hãng đĩa ở Mỹ do không hài lòng với album thứ hai của The Church nên đã bỏ ban nhạc mà không thèm phát hành album đó. Mặc cho đây là một bước ngoặt cản trở The Church gặt hái danh tiếng trên thị trường quốc tế, ban nhạc đã tái xuất các bảng xếp hạng âm nhạc vào năm 1988 với album Starfish và bài hit lọt Top 40 ở Mỹ "Under the Milky Way". Những thành công trên thị trường nhạc quần chúng về sau vẫn lẩn tránh ban nhạc, mặc dù vậy họ đã duy trì được một lượng lớn người hâm mộ mình trên thị trường quốc tế và được ghi danh tại Đại sảnh danh vọng ARIA ở Sydney vào năm 2010. The Church tiếp tục đi lưu diễn và thu âm, rồi phát hành dự án album thứ 25 mang tên Man Woman Life Death Infinity vào tháng 10 năm 2017.

## Thành viên

### Đội hình hiện tại
- Steve Kilbey – hát chính, bass guitar, keyboard, guitar (1980–nay)
- Tim Powles – trống, bộ gõ, hát bè, guitar (1994–nay)
- Ian Haug – guitar, hát bè (2013–nay)[4]
- Jeffrey Cain – guitar, bass, keyboard, hát bè (2020–nay; đi lưu diễn 2017–2019)
- Ashley Naylor – guitar (2020–nay)

### Cựu thành viên
- Peter Koppes – guitar, keyboard, hát bè (1980–1992, 1997–2019)
- Nick Ward – trống, bộ gõ, hát bè (1980–1981)
- Marty Willson-Piper – guitar, hát bè, bass guitar (1980–2013)
- Richard Ploog – trống, bộ gõ (1981–1990)
- Jay Dee Daugherty – trống, bộ gõ (1990–1993)[5]

### Cựu nhạc công đi lưu diễn
- Craig Wilson - guitars, bass, keyboard, hát bè (2009-2017)

## Đĩa nhạc
- Of Skins and Heart (1981) phát hành quốc tế với tựa The Church vào năm 1982 cùng nhiều bản biến thể
- The Blurred Crusade (1982)
- Seance (1983)
- Heyday (1985)
- Starfish (1988)
- Gold Afternoon Fix (1990)
- Priest=Aura (1992)
- Sometime Anywhere (1994)
- Magician Among the Spirits (1996)
- Hologram of Baal (1998)
- After Everything Now This (2002)
- Forget Yourself (2003)
- Jammed (2004)
- Uninvited, Like the Clouds (2006)
- Untitled#23 (2009)
- Further/Deeper (2014)
- Man Woman Life Death Infinity (2017)
- In the Wake of the Zeitgeist (2020)[6]